# 悦ちゃん
『悦ちゃん』（えっちゃん）は、獅子文六による長編小説、またそれを原作とする映像作品。獅子初の新聞連載小説で、1936年（昭和11年）7月から1937年（昭和12年）1月まで『報知新聞』に連載、1937年（昭和12年）3月に大日本雄辯會講談社より刊行された。連載終了後すぐに映画化され、戦後もたびたびテレビドラマ化されたため、獅子の作品のなかでは最もよく知られた作品の一つとなっている。

## 概要
獅子初の新聞連載小説として、1936年（昭和11年）7月19日から1937年（昭和12年）1月15日まで『報知新聞』に連載され、1937年（昭和12年）3月に大日本雄辯會講談社より刊行された。妻を亡くした“碌さん”こと碌太郎の再婚話をめぐり、賢くて元気いっぱいの一人娘“悦ちゃん”こと悦子が活躍する姿を描いた小説である。獅子は戦後、小説『娘と私』の中で、主人公の“悦ちゃん”の描写は、実娘の幼少期がモデルであることや、『悦ちゃん』の成功で生計の道が開き、家族を養うことができるようになったことを明かしている。
1937年（昭和12年）に日活により映画化。また1958年（昭和33年）に日本テレビ系「獅子文六アワー」でテレビドラマ化されて以降たびたびテレビドラマ化された。
2000年代以降の獅子の再評価に伴い2015年（平成27年）12月9日にちくま文庫より復刊されて他の復刊作品とともに静かな獅子文六ブームとなり、2017年7月から9月までNHK総合テレビジョン「土曜時代ドラマ」にてテレビドラマ化された。

## あらすじ
妻に先立たれた作詞家の「碌さん」こと柳碌太郎の再婚話をめぐって、その娘である「悦ちゃん」こと悦子が奔走する。

## 書誌情報
- 悦ちゃん（1937年3月、大日本雄辯會講談社）
- 悦ちゃん（1947年3月、双山社）
- 獅子文六集 南の風 東京温泉 悦ちゃん（1950年、日比谷出版社）
- ユーモア小説全集 第5 悦ちゃん（1952年9月、東成社）
- 新編現代日本文学全集 第31巻（1957年5月、東方社）
- 悦ちゃん（1957年7月、角川文庫）
- 獅子文六作品集 第2巻（1958年7月、角川書店）
- 悦ちゃん（1960年、東方社 東方小説選書）
- 獅子文六作品集 第1（1965年6月、集英社 コンパクトブックス）
- ジュニア版日本文学名作選 29 悦ちゃん（1965年12月、偕成社、絵・宮田武彦）
- 獅子文六全集 第1巻（1969年7月、朝日新聞社）
- 大衆文学大系 22 佐々木邦・獅子文六集（1973年2月、講談社）
- 悦ちゃん 上・下（1992年12月、埼玉福祉会 大活字本シリーズ）
- 悦ちゃん（2015年12月9日、ちくま文庫、ISBN 978-4-480-43309-1）

## 映画
1937年に日活多摩川撮影所で映画化された。この時日活は主人公である悦ちゃん役を公募し、当時小学4年生だった江島瑠美が選ばれた。これがデビュー作となった江島は、役名にちなんだ悦ちゃんの芸名で出演し、一躍人気子役となる。

### 配役
- 柳碌太郎 - 江川宇礼男
- 悦子 - 悦ちゃん
- 池辺鏡子 - 音羽久米子
- 日下部カホル - 中野かほる
- 細野夢月 - 津村博
- 大林信吾 - 吉井康
- 鶴代 - 沢村貞子
- 村岡先生 - 村田千栄子
- 婆やお啓 - 吉田一子
- 日下部夫人 - 相良愛子
- 君子 - 星美千子
- 謹吾 - 池広一夫

### スタッフ
- 監督 - 倉田文人
- 脚色 - 倉田文人
- 撮影 - 気賀靖吾

## テレビドラマ
数回にわたってテレビドラマ化されている。

### 日本テレビ版
1958年1月8日から同年11月26日にかけて、日本テレビの制作により日本テレビ系列「獅子文六アワー」の第2弾として毎週水曜日の18:15から18:45に放映された。日本電池（現：ジーエス・ユアサコーポレーション）の一社提供。

#### 出演者
- 松島トモ子
- 竜崎一郎
- 飯田蝶子
- 坂本武
- 舟橋元
- 金子信雄

#### スタッフ
- 演出 - 野崎一元
- 脚本 - 関沢新一

### NHK版（1965年）
1965年4月25日に、NHK総合テレビジョン「家庭劇場」（毎週日曜 9:00 - 9:40）の第3回として放送された。

#### 出演者
- 大貫裕見子
- 露口茂

#### スタッフ
- 原作 - 獅子文六
- 演出 - 泰山英世

### 朝日放送版
1965年9月27日から1966年2月25日にかけて、朝日放送の制作によりTBS系列で月曜日 - 金曜日の帯ドラマとして放映された。放送時間は14:15 - 14:30。全110回。

#### 出演者
- 岩村百合子[4]
- 高野真二[4]
- 松野くるみ[4]
- 早野寿郎（声）

#### スタッフ
- 監督 - 的井邦雄

### NHK版（1974年）
1974年5月27日から同年6月19日にかけて、NHK総合テレビジョンの「少年ドラマシリーズ」で放映された（全12回）。NHK名古屋制作。悦ちゃん役には名古屋市の小学4年生だった服部真由美が公募で選ばれた。
NHKには一話も保存されていなかったが、2018年に主役の服部真由美が全12話のテープを発見し、NHKアーカイブスへ提供。父親と伯父が録画していたものだったが、第2話のみ冒頭約15分が欠落している。2020年9月以降、NHKの番組公開ライブラリーで公開。

#### 出演者
- 服部真由美
- 柳禄太郎 - 沼田爆
- 中村加奈子
- 池辺鏡子 - 名倉美里
- 日下部カオル - 高樹蓉子
- 細野夢月 - 西村正平

#### スタッフ
- 演出 - 武井博、日下部亮、佐野竜之助、松沢健
- 脚本 - 三枝睦明

### NHK版（2017年）
『悦ちゃん〜昭和駄目パパ恋物語〜』（えっちゃん しょうわだめパパこいものがたり）と題して、NHK総合テレビジョンの「土曜時代ドラマ」で2017年7月15日から9月16日まで放送された。全8回。主演はユースケ・サンタマリア。悦ちゃん役には200人を超える応募者の中からオーディションで平尾菜々花が選ばれた。

#### 企画・制作
プロデューサーの家冨未央が、2015年にちくま文庫より復刊された獅子文六の原作を書店の店頭で偶然目にしてそのカラフルな装丁に惹かれて手に取り、「ダメなところも含めて愛らしい中年男の恋物語が明るくポップに描かれていて、パパやママなど80年前に書かれたとは思えないモダンな言葉の嵐。新鮮でした」と、若年層もターゲットにとリニューアルされた「土曜時代ドラマ」枠の第2弾としてドラマ化を企画。過去の映像化作品とは一線を画し、昭和10年の東京・銀座を舞台としたラブコメディを21世紀版として大胆にアレンジし「昭和モダニズムあふれるお洒落なドラマ」として制作された。
「中年男の恋に、嫌悪感を抱かれない人」「46歳になっても色気がある」との理由で、明るいキャラクターを持つユースケ・サンタマリアを主演に起用。フランスへ留学しフランス人の妻を持った獅子文六の「国際感覚」を念頭に「“洋”のにおいを出したい」と、フランス映画『アメリ』を意識したすべてをリアルに描くことなく「箱庭」感を引き出したポップでカラフルな美術と演出、鮮やかな色味の衣装、シャンソンをイメージした音楽など、斬新な映像作りが試みられている。
昭和初期のポップさ、色彩の豊かさを表現するため、「4K-HDR」の最新映像技術を用いて制作されている。

#### キャスト
柳家の人々
- 柳碌太郎〈42〉 - ユースケ・サンタマリア
- 柳悦子〈10〉 - 平尾菜々花
- 婆や（ウメ） - 大島蓉子
- 大家 - 藏内秀樹
- 大林鶴代 - 峯村リエ
- 大林信吾 - 相島一之
- 女中 - 斎藤加奈子

池辺家の人々
- 池辺鏡子 - 門脇麦
- 池辺久蔵 - 西村まさ彦
- 池辺藤子 - 堀内敬子
- 池辺琴 - 矢崎由紗

日下部家の人々
- 日下部カオル - 石田ニコル
- 日下部絹 - 紺野美沙子
- 日下部一郎 - 矢野聖人
- 鈴川先生 - 中島奏
- 付き人 - 川村進
- 女中 - 永井菜摘
- 下村医師 - 山崎大輔

スイートレコードの人々
- 細野夢月 - 岡本健一
- 春奴 - 安藤玉恵
- 下山 - 原金太郎
- 森 - 松村武
- 大木 - 飯尾和樹
- 北条大八 - 本村健太郎
- 佐藤 - 大野泰広
- 鈴木 - 山中隆介

その他の人々
尋常小学校
- 村岡政子 - 村川絵梨
- 富子 - 石母田美里
- 鉄男 - 羽村仁成

大松デパート
- 村上 - 清水一彰
- 正子 - 立石晴香
- 敏子 - 桜井ユキ

米屋 越後屋
- 長谷川次作 - 橋本淳
- 次作 父 - 炭釜基孝
- 次作 母 - 東久美子

ポリムビアレコード
- 城島 - 中村靖日
- 前田 - 古堂たや
- 林節子 - 林歩美

その他
- 大将 - トータス松本
- 番組AD - 眼鏡太郎
- 司会者 - 宮本隆治

#### スタッフ
- 原作 - 獅子文六『悦ちゃん』
- 脚本 - 櫻井剛
- 音楽 - 橋本由香利
- 語り - 片岡愛之助
- 主題歌 - 「パパママソング」（作詞：獅子文六、作曲：橋本由香利）
- 劇中歌 - 「もっと泣くわよ」（歌：渡辺沙智子）
- 演出 - 大原拓、清水拓哉、二見大輔
- プロデューサー - 家冨未央
- 制作統括 - 落合将
- 制作・著作 - NHK

#### 放送日程
| 各話   | 放送日  | サブタイトル         | 演出     |
| ------ | ------- | -------------------- | -------- |
| 第1回  | 7月15日 | 求ム！パパのお嫁さん | 大原拓   |
| 第2回  | 7月22日 | お見合い相手はご令嬢 | 大原拓   |
| 第3回  | 8月05日 | 避暑地のできごと     | 清水拓哉 |
| 第4回  | 8月12日 | 誕生！パパママソング | 清水拓哉 |
| 第5回  | 8月19日 | 専属作詞家・碌太郎   | 大原拓   |
| 第6回  | 9月02日 | 変えられた歌詞       | 二見大輔 |
| 第7回  | 9月09日 | 悦子からの手紙       | 清水拓哉 |
| 最終回 | 9月16日 | パパに贈るラブソング | 大原拓   |

- 7月29日はプロ野球中継『巨人×DeNA』のため休止。
- 8月26日はプロ野球中継『巨人×阪神』のため休止。

## 漫画
本作を原作とした漫画は、計4回に渡って掲載されている。
- なかよし（講談社）：1957年4月号に別冊付録として発表。漫画：竹山のぼる。
- りぼん（集英社）：日本テレビ放送に合わせて、1958年4月号と1959年4月号に別冊付録として発表。漫画：つのだじろう。その後TBS版に合わせて、1966年2月号の別冊付録「りぼんカラーシリーズ」の一環として、つのだによってセルフリメイクされる。

## 参考資料
- TBS50年史（2002年1月、東京放送編・発行）…国立国会図書館の所蔵情報
  - 付録DVD-ROM『ハイブリッド検索編』
    - テレビ番組データベース